# 1976年チャウチラ誘拐事件
1976年チャウチラ誘拐事件 (1976ねんチャウチラゆうかいじけん、1976 Chowchilla kidnapping) は、1976年7月15日に、アメリカ合衆国・カリフォルニア州チャウチラで、スクールバスから26人の子供と成人の運転手を誘拐し、地中に埋めたトラックに監禁した事件である。
運転手のフランク・エドワード・エド・レイは、子供を解放することに成功し、誘拐犯は逮捕されて終身刑を受けた。

## 誘拐と脱出
1976年7月15日に、子供26人と大人のバス運転手がバスから誘拐され、チャウチラは全米に知られることとなった。デイリーランド小学校のスクールバスは帰宅する小学生と、便乗した中学生数名を乗せ運転されていたが、午後4時に学校を出発し、途中のいくつかの停留所で数名の子供を降ろした後に、前方を白いバンに塞がれた上で覆面をし武装した数名に襲われ、バスを奪われた。バスが最後の停留所に到着する午後6時になっても帰ってこなかったことから事件が発覚した。誘拐犯は、スクールバスのルートから大きく外れた排水沼地にバスを隠し、子供と運転手を2台のバンに移して11時間運転したあと、地中の穴へ監禁した。捨てられたバスは午後8時過ぎに発見された。後に、運転手と子供は、誘拐犯自身が地中に埋めた引っ越しトラックの中に閉じ込められていたことが判明した。彼らは当時そのことを知らなかったが、監禁されていた場所は、カリフォルニア州リバモアにある採石場であった。犯人たちは身代金を要求しようとしたが、小さな町の警察署に電話が殺到したことで電話回線がパンクしたため身代金要求が出来ず、被害者たちを放置した。コンテナの中は箱に穴を開けただけのトイレと、気休め程度で全く役に立たない換気口、マットレスとバケツに入った水しかなく、飲み水は10時間後には底を突き、コンテナ内は灼熱地獄と化していた。
パートタイムのバス運転手で、子供の世話をしていたエド・レイは、数人の少年の助けを借り、トラックの中にあった14枚のマットレスを積み重ねた。このため、年上の子供数人がトラックの一番上の出口を開けることができた。出口は重い金属板で蓋をされており、100ポンドの産業バッテリー2つでおさえてあった。彼らは杖で開いた蓋を固定し、レイはバッテリーを移動させた。それから、出口を阻んでいたがらくたの残りを移動させた。地下に入って16時間後、彼らは脱出に成功し、採石場の警備小屋へと歩いた。警備員は警備をしており、被害者全員は、問題ない状態だと判断された。彼らが家へ帰ると、マスメディアが町に殺到していた。

## 捜査と逮捕
レイは、催眠状態のなか、1台の自動車のナンバープレートの番号を思い出すことができた。誘拐犯はカナダへ逃亡することを試みていたが、これは犯人逮捕に結びつくものとなった。容疑者として、監禁場所である採石場へのアクセスの容易さと自動車重窃盗罪の前科から、採石場の所有者の息子であるフレデリック・ニューホール・ウッズ4世(当時24歳)が浮上した。捜査の結果、採石場の警備員らが事件発生の何ヶ月か前に3人の若い男が穴を掘っているのを目撃していることが判明し、その3人のうちの1人がフレデリック・ウッズだと情報提供した。脅迫状の原稿は、採石場の所有者の家で発見された。フレデリック・ウッズと前科の共犯であるジェームズ・シェーンフィールド(当時24歳)、その弟のリチャード・シェーンフィールド(当時22歳)に対して逮捕状が発付された。リチャード・シェーンフィールドは自首し、ジェームズ・シェーンフィールドは米国西部を逃げ回ったが警察に拘束された。フレデリック・ウッズは車でカナダにまで逃げ込んだが、バンクーバーのワシントン州との国境付近でカナダの警察に拘束された。フレデリック・ウッズと2人の友人、リチャードとジェームズ・シェーンフィールドは、有罪判決を受け、終身刑となった。裕福な家の出である犯人たちの目的は、当時の上流階級のステータスであったクラシックカーの入手のための資金を家からもらえなかったため、その資金を手に入れようとしたためであった。
子供たちが回復した後、誘拐事件のいくつかの状況が、ヒュー・ペンティコーストが執筆し、1969年に出版されたフィクション・アンソロジー「子供たちが消えた日 (The Day the Children Vanished)」の詳細と一致することが判明した。この本は、チャウチラ公共図書館にも所蔵されており、警察は、この本が誘拐事件に影響を与えたと結論づけた。

## 誘拐犯
20回仮釈放が拒否された後、3人の誘拐犯のうちの1人、リチャード・シェーンフィールドは、2008年10月30日にカリフォルニア州仮釈放審査委員会によって、仮釈放に相応しいと認められた。リチャード・シェーンフィールドは、2012年6月20日に仮釈放され、母親とカリフォルニア州マウンテンビューのコンドミニアムコンプレックスに住んでいる。
ジェームズ・シェーンフィールドは、2015年8月7日に仮釈放された。
フレデリック・ウッズは、2019年に19回目の仮釈放が否定され、次回の仮釈放審査申請は2024年に可能となる。

## バス運転手
フランク・エドワード・エド・レイ (1921年2月26日 – 2012年5月17日) は、1940年にチャウチラ・ハイスクールを卒業した。小さな農園で働いた後、レイは、1950年代初頭からバスを運転し始めた。誘拐事件後、町はエド・レイを賞賛し、知事のジェリー・ブラウンは、1976年、顕著なコミュニティサービスをしたとしてレイを表彰し、カリフォルニア州教員協会賞を授与した。レイは、91歳で、肝硬変のため、チャウチラ老人ホームにて死去した。彼が死ぬ前、彼が救った多くの学校生徒が彼を訪問した。

## 事件の影響
誘拐事件の3年後、UCサンフランシスコのレノア・C・テア博士による23人の子供たちによる研究において、彼らは、パニック発作や死に結びつく誘拐の恐怖の悪夢、人格変化などの結果、苦難によりショック(PTSD)を受けたと結論づけられた。子供のうち20人は、再び誘拐されることを怖れており、21人は、自動車、暗闇、風、台所、ネズミ、犬、ヒッピーなどのようなものを怖れていた。誘拐事件の18ヶ月後、年長の男性被害者の1人は、彼の家の前で日本人観光客の車が故障した際、BB弾で観光客を撃った。テア博士は、「勇敢な行為（が必要）だと判断した危ういほど不適切な出来事」だと述べた。多くの子供たちは、少なくとも誘拐の25年後に、薬物乱用やうつ病を含む、トラウマの兆候が報告されている。テル博士によると、何人かは「他人を支配しようとする行動」のため、刑務所での時間を過ごした。

## 報道
この苦難は、1993年にABC-TVの映画『集団誘拐！消えたスクールバス (They've Taken Our Children: The Chowchilla Kidnapping)』で描かれ、スターのカール・マルデンがレイを演じた。フレデリック・ウッズは、その後、このネットワークを相手にとって訴えを起こし、作中での彼の描写は不正確で、誤解だと主張したが、退けられた。
現在は大人になった子供たちの多くや運転手とのインタビューは、MSNBCで放送された。
テレビシリーズ『WITHOUT A TRACE/FBI 失踪者を追え!』の「消えたスクールバス (The Bus)」という題のエピソードでは、子供でいっぱいのバスがチャウチラの事件に似た方法で身代金のためにハイジャックされる。
また、テレビシリーズ『クリミナル・マインド FBI行動分析課』の「スクールバス・ジャック (Wheels on the Bus)」という題のエピソードでは、子供でいっぱいのバスが異なる理由だが同じ方法でハイジャックされている。FBI捜査官の1人（スペンサー・リード）は、この誘拐事件を参考にしたとしている。
日本では日本テレビの番組『ザ!世界仰天ニュース』の2008年7月2日と2016年3月30日の放送で取り上げられた。また、トリハダ（秘）スクープ映像100科ジテン2015年7月9日放送分では、レイに助けられて脱出口を掘った当時14歳のマイク・マーシャルにインタビューを行っている。マイクは、現在、父親と同じくカウボーイになっている。